# 遊仙窟
《遊仙窟》，《唐人傳奇》其中的名篇，張鷟（658？－730）著。

## 本事
張鷟，字文成，唐朝進士，曾任御史，深州陸澤（今河北深縣）人。
《遊仙窟》一文乃作者以第一人稱敘述奉使河源（今青海興海縣），途經積石山，“日晚途遙，馬疲人乏”，投宿神仙窟，與崔十娘、五嫂（寡婦）二女邂逅，飲酒作詩，相與調笑的故事。全文以四六駢文的形式進行，又夾雜變文韻散，生動活潑，寫十娘：“天上無雙，人間有一。依依弱柳，束作腰支；焰焰橫波，翻成眼尾。才舒兩頰，孰疑地上無華；乍出雙眉，漸覺天邊失月。”有人稱之“新體小說”。
《遊仙窟》是唐代最早的愛情小說，取材於初唐文人放蕩的狎妓生活，對後世愛情小說的創作影響深遠。《遊仙窟》原在中國已失傳千年，但在日本的盛傳不衰（《舊唐書》：日本“每遣使入朝，必出重金購其文”），清末再由日本抄印回中國。
白先勇小說《孽子》中的「遊妖窟」取材自本文。